# Катастрофа Ан-24 под Гали
Катастрофа Ан-24 под Гали — авиационная катастрофа, произошедшая ночью понедельника 17 ноября 1975 года в окрестностях города Гали. Авиалайнер Ан-24РВ Краснодарского ОАО авиакомпании «Аэрофлот» выполнял плановый пассажирский рейс SU-6274 по маршруту Тбилиси — Сухуми — Краснодар, но при заходе на посадку в Сухумском аэропорту Бабушара лайнер врезался в гору Апшара и полностью разрушился. Погибли все 38 человек на борту — 33 пассажира и 5 членов экипажа.

## Самолёт
Ан-24РВ с бортовым номером 46467 (заводской — 27307905) был выпущен заводом Антонова 20 июля 1972 года. Всего на момент катастрофы авиалайнер имел в общей сложности 7335 часов налёта и 6878 посадок.

## Экипаж
Ан-24 пилотировал экипаж из 241-го лётного отряда, в состав которого входил:
Командир воздушного судна (КВС) — Иван Кириллович Лысенко
Второй пилот — Фёдор Романович Бабичев
Штурман — Александр Иванович Величко
Бортмеханик — Вячеслав Николаевич Масекин
В салоне авиалайнера работала стюардесса Маргарита Фёдоровна Бабичева

## Хронология событий
В 21:23 местного времени (20:23 МСК) с 33 пассажирами на борту рейс 6274 вылетел из тбилисского аэропорта, рейс выполнял Ан-24РВ борт СССР-46467, летящий из Тбилиси в Краснодар с промежуточной остановкой в Сухуми. После набора высоты занял эшелон 6000 метров.
По маршруту небо было покрыто облаками с нижней границей 200—300 метров и верхней 4000—5000 метров, в которых наблюдалось сильное обледенение, а также была интенсивная болтанка и шёл ливень. Экипаж знал, что впереди по маршруту грозы, и видел их очаги на экране бортового радиолокатора. Также ему было известно от диспетчера зоны РДП[прояснить] Сухуми, что предыдущий борт обходил грозовые очаги на 15 километров севернее трассы, в связи с чем было принято решение обойти грозы уклонением на 10—15 километров севернее трассы, о чём и доложил диспетчеру в 21:02. В 21:04 самолёт выполнил правый поворот и лёг на курс 320° — на 25° от линии заданного пути. В 22:08 диспетчер связался с экипажем и предложил довернуть влево, чтобы вернуться на трассу. Также он дал и разрешение снижаться до высоты 4200 метров. Но экипаж принял решение по-прежнему обходить грозы с севера, при этом начав снижаться до указанной высоты. В 22:11:40 экипаж доложил о занятии высоты 4200 метров, после чего перешёл на связь уже с диспетчером подхода (ДПП). Но самого диспетчера подхода в это время поменял диспетчер зоны (РДП), который разрешил снижаться до высоты 3000 метров.

### Катастрофа
О занятии высоты 3000 метров экипаж доложил в 22:13:41. Также экипаж ошибочно посчитал, что они прошли траверз ОПРС Гали, о чём доложили диспетчеру, тогда как на самом деле они были ещё в 8—10 километрах от него. В свою очередь диспетчер зоны, не имевший допуска к работе диспетчером подхода, не контролировал полёт данного самолёта по радиолокатору и радиопеленгатору и не определил его истинного положения. Услышав доклад о прохождении траверза Гали, он дал разрешение снижаться до высоты 1200 метров курсом на ДПРМ. Неверно определивший своё местоположение, экипаж подтвердил указание и начал осуществлять снижение. В 22:14:30 летящий ночью в сплошных облаках в 25 километрах севернее трассы со скоростью 410 км/ч Ан-24 на высоте 2250 метров над уровнем моря врезался в крутой склон горы Апшара (высота 2580 метров, 15 километров южнее Кодорского хребта) в 91 километре восточнее (азимут 90°) Сухумского аэропорта и в 25 километрах северо-восточнее Гали (строго на траверзе ОПРС). Все 38 человек на борту авиалайнера погибли.

## Причины
Основная причина — нарушение диспетчерским составом правил УВД и ошибка экипажа при определении местонахождения самолёта при снижении в горах.

Сопутствующие факторы:
1. Нижний безопасный эшелон полёта по данной трассе в районе ОПРС Гали рассчитан с нарушением. Максимальное превышение учитывалось в полосе 17 км от трассы, а не в 25 км от трассы. Таким образом, нижний безопасный эшелон полёта был установлен 2400 м, а должен был составлять 3600 м. В результате снижение по трассе производилось ниже фактической безопасной высоты, что создавало угрозу безопасности полётов.
2. Нарушения и недостатки в организации метеообеспечения полётов.— 